# Stanislas Rzewuski
Stanislas Aleksander Rzewuski (Pohrebychtche en Ukraine, 27 juillet 1864 - Paris 18e, 16 mai 1913) est un auteur dramatique, philosophe, critique littéraire et écrivain français.

## Biographie
Fils d'Adam Rzhevusky (Adam Rzewuski), général russe et de Jadwiga Jaczewska, frère de Katarzyna Radziwiłł, il s'installe à Paris vers 1880.
Ses pièces ont été représentées sur les plus grandes scènes parisiennes du XIXe siècle : Théâtre de l'Ambigu-Comique, Théâtre de la Porte-Saint-Martin, Théâtre du Gymnase, etc.
Neveu d'Ewelina Hańska, il a consacré plusieurs études, notamment dans Le Gaulois, Gil Blas et La Nouvelle Revue, à Honoré de Balzac.
Il est aussi l'auteur d'un article élogieux sur Jules Verne : Le Génie de Jules Verne, publié en 1900.

## Œuvres
Théâtre
- Le Comte Witold, pièce en 3 actes, 1889
- L'Impératrice Faustine, drame historique en 5 actes, 1891
- Le Justicier, drame en 6 actes et 7 tableaux, 1892
- Les Roses de Bellaggio, comédie en 1 acte, 1900
- Les Mystères de Saint-Pétersbourg, drame en 5 actes et 9 tableaux, avec Pierre Decourcelle, 1904

Romans
- Alfrédine, 1890
- Le Doute, 1891
- Déborah, 1893
- Alexandre Fédotoff, 1895
- Les Filles du Rhin, 1896

Autres
- Chronique littéraire polonaise, 1886
- Études littéraires : Henry Becque, Paul Bourget, Gabriel Séailles, Guy de Maupassant, 1888
- « La philosophie de Nietzsche », in Cosmopolis, octobre 1898, vol. 12, no 34, p. 134-145
- L'Optimisme de Schopenhauer, étude sur Schopenhauer, 1908
- Chefs d'orchestre et compositeurs allemands, 1911